# Leif Brandt
Leif Brandt (* 3. Juni 1991) ist ein deutscher Handballspieler.

## Leben
In der D-Jugend spielte Brandt beim ATS Bexhövede. Schon ab der C-Jugend trat er für die Jugendmannschaft des SC Magdeburg an. In der Jugend wurde er Norddeutscher Meister und deutscher Vizemeister. Im Jahr 2008 wurde Brandt im dänischen Ikast Schülerweltmeister. Für die zweite Mannschaft des SC Magdeburg spielte er ein Jahr in der Zweiten Bundesliga, bis er einen Kreuzbandriss erlitt. Später lief er für den HG 85 Köthen und dann ab 2012 für den Drittligisten OHV Aurich auf. 2015 wechselte er, bedingt durch ein Studium in Bremen, zum Oberligisten SV Grambke-Oslebshausen. Er zog nach Loxstedt. Angebote von Drittligisten lehnte er ab. 2017 startete er wieder für den OHV Aurich.
2008 durfte sich Brandt in Anerkennung seines sportlichen Erfolgs als Schülerweltmeister in das Goldene Buch der Stadt Magdeburg eintragen.